# Planet Hunters

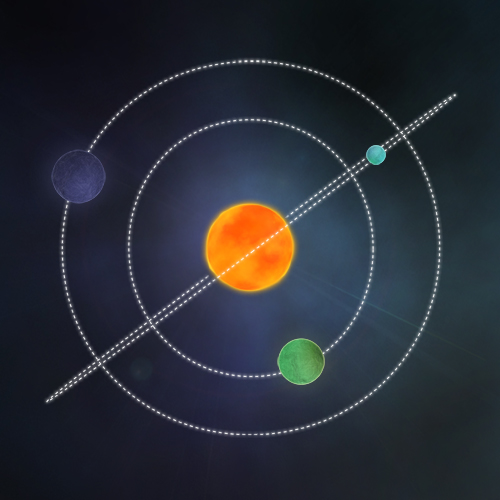
The Planet Hunters logga.

Planet Hunters är ett medborgarvetenskapligt rymdprojekt för att hitta planeter med hjälp av mänskliga ögon. Detta genom att frivilliga "stjärnspanare"  analyserar data från NASA Kepler Space Mission. Projektet lanserades av ett team lett av Debra Fischer vid Yale University som en del av Zooniverse-projektet.